# Métaphyse

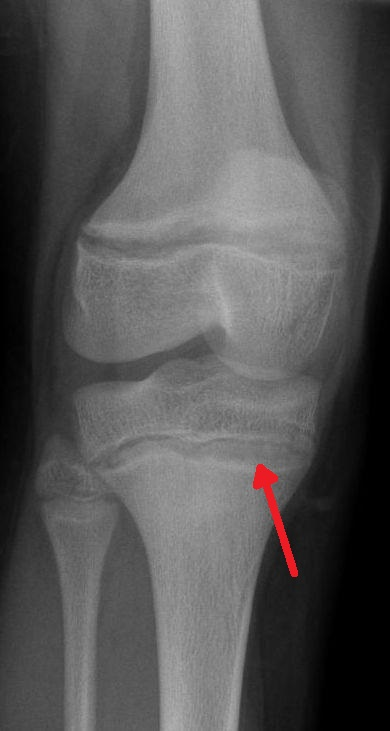
Radiographie de genou humain avec ligne blanche métaphysaire radio-opaque, qui doit faire évoquer un saturnisme

La métaphyse est la région intermédiaire des os longs située entre la diaphyse et une épiphyse. 

## Description
Pendant la période de croissance osseuse, la métaphyse peut être divisée anatomiquement en trois composantes tissulaires : 
- une partie cartilagineuse : le cartilage épiphysaire,
- une partie osseuse osseuse correspondant à la zone d'ossification de croissance,
- une partie fibreuse entourant la périphérie du cartilage : le périchondre.

Une fois la croissance terminée, le cartilage épiphysaire disparait et les métaphyses ne sont plus composées que d'une partie périphérique d'os cortical entouré de périoste et une partie centrale d'os spongieux.
La marque du cartilage épiphysaire reste visible sous forme d'une ligne épiphysaire.

## Aspect clinique
En cas de saturnisme chronique et important, apparait sur les radiographie osseuses d'os longs une ligne blanche parfois dite métaphyséale. Elle se forme aux environs de la zone de production du cartilage. ce phénomène a notamment été décrit en 1933 par Vogt puis par Park & al. 